# Tahani al-Gebali
Tahānī al-Gebālī (in arabo المستشارة تهاني محمد الجبالي‎?; Tanta, 9 novembre 1950 – Il Cairo, 9 gennaio 2022) è stata un magistrato egiziano, vice presidente della Suprema Corte Costituzionale dell'Egitto.

## Biografia
Nata in un'umile famiglia del Governatorato di Gharbiyya, si laureò nell'Università del Cairo con una tesi storico-giuridica e, dopo un breve periodo di direzione della sezione "Affari Giuridici" dell'Università di Tanta e aver esercitato la professione di avvocato dal 1987, divenne componente dell'Ufficio permanente dell'Unione degli avvocati arabi (in arabo المكتب الدائم لاتحاد المحامين العرب‎?, al-Maktab al-dāʾim li-Ittiḥād al-muḥāmīn al-ʿarab).
Venne nominata vice presidente della Suprema Corte nel 2003 dal Presidente della Repubblica dell'epoca, Hosni Mubarak. Divenne così la prima donna - nel suo caso musulmana - ad accedere a un simile prestigioso incarico istituzionale.
 
Con la sua nomina il regime avviò una serie di cambiamenti da parte del regime, culminati nel 2007 nella nomina di 32 altre personalità in posti di assoluto rilievo istituzionale dell'Egitto.
In seguito alla Rivoluzione egiziana del 2011, ella rimase al suo posto, malgrado le critiche nel corso dei primi mesi del mandato del nuovo Presidente della Repubblica Mohamed Morsi, che permise ai suoi seguaci di effettuare pressioni extraparlamentari affinché la Suprema Corte convalidasse la Costituzione varata dall'Assemblea del Popolo egiziana a maggioranza fondamentalista e osteggiata dagli elementi "liberali" o comunque anti-fondamentalisti che denunciano la sua strutturale modificazione imposta dai Fratelli Musulmani, maggioranza nel Parlamento, a che senza contare gli assai prossimi salafiti del partito al-Nur.
Fu presidente della "Lega contro il razzismo e il sionismo".
Tahani al-Gebali è morta nel 2022, per complicazioni da Covid-19.